# Pseudodiploexochus gibbus
Pseudodiploexochus gibbus là một loài chân đều trong họ Armadillidae. Loài này được Lemos de Castro miêu tả khoa học năm 1972.